# 기아 T-600

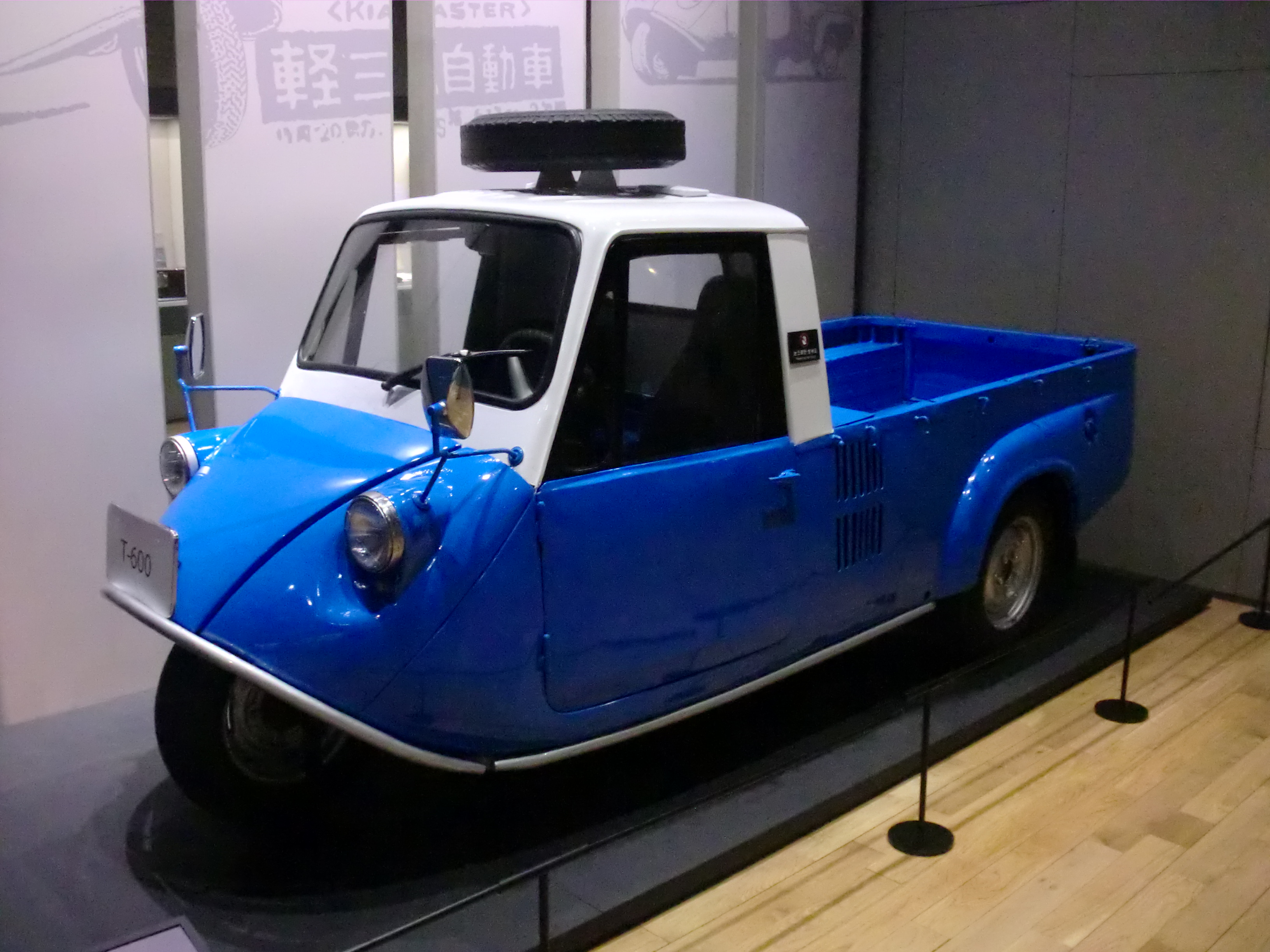
기아 T600

기아 T-600은 1969년 기아마스터 (기아자동차의 전신)이 동양공업(현 마쓰다)와 기술제휴로 국내에 생산된 마지막 삼륜화물차이다.

## 개요
기존의 K-360 보다 큰 최대 적재량 500Kg으로 T-600 이 나오면서 용달차의 주종이 바뀌었다. 전장 3,295mm, 차량중량 520Kg이며 K360과 동일 엔진을 사용하였다. 1969년에서 1974년까지 7,742대가 생산되었다. 당시 '딸딸이'로 불리며 자영업자들로부터 "기름이 적게 드는 경제적인 차" 로 크게 환영받았다.T600은 국내 자동차 산업에서 기술사적 가치가 높다는 평가를 받아 2008년 문화재청 등록문화재 제400호로 지정되기도 했다. 2012년에는 중고차 판매사이트 보배드림에서 10억원가량의 매물로 등장하여 화제를 일으겼다. 2015년 기준으로 현존하는 기아마스터 차량은 총 3대 정도로 추정된다.

### 제원
제원
| 구분                 | BA형 OHV  |
| -------------------- | --------- |
| 전장 (mm)            | 3,295     |
| 전폭 (mm)            | 1,280     |
| 전고 (mm)            | 1,450     |
| 축거 (mm)            | 1,930     |
| 윤거 (전, mm)        |           |
| 윤거 (후, mm)        |           |
| 승차 정원            | 2명       |
| 변속기               | 수동 3단  |
| 최고속도 (km/h)      | 65        |
| 구동 형식            | 후륜 구동 |
| 연료                 | 가솔린    |
| 배기량 (cc)          | 356       |
| 최고 출력 (ps/rpm)   | 20/4,300  |
| 최대 토크 (kg*m/rpm) | 3.8/3,000 |